# Miklós Martin
Dans le nom hongrois Martin Miklós, le nom de famille précède le prénom, mais cet article utilise l’ordre habituel en français Miklós Martin, où le prénom précède le nom.
Pour les articles homonymes, voir Martin (patronyme).
Miklós Martin dit Nick, né le 29 juin 1931 à Budapest (Hongrie) et mort le 26 mars 2019 à Pasadena (Californie) est un joueur de water-polo hongrois, champion olympique lors du tournoi de 1952 à Helsinki.

## Biographie
Miklós Martin faisait partie de l'équipe hongroise qui remporte le tournoi des eux olympiques de 1952 à Helsinki (elle conservera son titre quatre ans plus tard lors de l'édition disputée à Melbourne. Lors du tournoi d'Helsinki, il dispute deux matches, deux vicroires 9 à 1 contre l'Allemagne et 13 à 3 contre le Mexique. Il inscrit un total de cinq buts. Il est présent lors de la demi-finale de l'édition de 1956, le Bain de sang de Melbourne, contre l'Union soviétique, mais ne joue pas dans ces Jeux, blessé à un pied. Son nom est souvent laissé de côté des Jeux olympiques de 1956[pas clair], car il est parti aux États-Unis immédiatement après les jeux, aux côtés de nombreux autres olympiens, et le parti communiste hongrois à l'époque l'a omis. Au total, le département d’État américain a accordé l’asile à 34 athlètes hongrois.
En juin 2012, le magazine Sports Illustrated a publié un compte-rendu détaillé des défections hongroises résultant de l'implication de l'Union soviétique en Hongrie. Le magazine lui-même a joué un rôle clé en facilitant l’instauration d’un plan secret visant à amener les Olympiens en déroute aux États-Unis. Lorsque la délégation hongroise a atterri à Darwin, en Australie, Miklós Martin, l'un des seuls athlètes à lire l'anglais, a trouvé un journal dans la salle de transit et en a rendu compte. Il est devenu l'un des principaux porte-parole du groupe. 
Meilleur anglophone des Olympiens hongrois ayant fait défection, Martin s'est retrouvé si souvent cité qu'il craignait d'être puni comme meneur s'il retournait en Hongrie. Ainsi, avec une maîtrise en histoire de l'art de l' Université de Budapest, il s'est inscrit à l'université du Sud de la Californie (USC) mais n'a joué qu'un semestre de water-polo car il y avait trouvé le sport « trop Mickey Mouse ». Il fut la première personne à recevoir une bourse de water-polo à l'USC. Au lieu de cela, il met un terme à sa carrière et obtient son Bachelor of Arts (B.A.) en français en trois termes et, après avoir obtenu un doctorat dans les langues romanes à  Princeton sur une bourse Woodrow Wilson, est devenu professeur. « Les États-Unis de cette époque étaient une terre d'opportunités infinies », a-t-il déclaré, « mais ma carrière d'enseignant a été comme une avalanche - de Princeton à USC en passant par Pasadena City College (PCC) ». Bien que retraité après avoir enseigné à temps plein et après plus de 80 ans, il était toujours professeur adjoint de français au PCC et nageait un kilomètre chaque jour : « PCC a une piscine magnifique », dit-il, « et j'ai la clé. »
En 2006, Colin K. Gray et Megan Raney ont réalisé Freedom's Fury, un film sur le match de demi-finale du water-polo olympique de 1956 opposant la Hongrie et les États-Unis d'Amérique. Nick Martin apparaît comme lui-même.
En 2012, Martin a participé à une interview vidéo tenue au centre aquatique de PCC dans le cadre d'un reportage approfondi de CNN / SI sur l'équipe olympique hongroise de 1956.
Martin a pris sa retraite en tant que professeur associé au département français du Pasadena City College. Il a été membre du corps enseignant à plein temps pendant 44 ans et a passé 27 ans en tant qu'entraîneur-chef de l'équipe de water-polo masculin du Pasadena City College.
Il meurt le 26 mars 2019 à Pasadena.